# Kapil Talwalkar
Kapil Talwalkar (Pune, India, 8 de marzo de 1993) es un actor y músico Indio-estadounidense. Es conocido por interpretar a Tobin en la comedia dramática musical de NBC Zoey's Extraordinary Playlist y a Neil Valluri en la secuela de la comedia Night Court.

## Biografía
Nacido en Pune, India, Talwalkar creció en Cupertino, California. Lleva actuando desde la adolescencia.
Talwalkar se licenció en Relaciones Internacionales en la USC Dornsife. Tiene una especialización en la Escuela de Arte Dramático de la USC.
Tras graduarse, se formó en la técnica Meisner con William Esper en el William Esper Studio y Joshua Bitton en Los Ángeles.

## Carrera profesional
Talwalkar inició su carrera profesional como actor en la obra Animales de papel, que inauguró la 50ª temporada de East West Players. 50ª temporada. En 2018, fue elegido para el papel regular en la serie piloto del drama de ABC False Profits.
Es más conocido por su papel principal como Tobin en la serie de la NBC Zoey's Extraordinary Playlist. Reinterpretó el papel en la película de Roku La extraordinaria Navidad de Zoey. Talwalkar había protagonizado anteriormente como invitado la serie de Lifetime American Princess y también presta su voz a la serie de Nickelodeon The Loud House. A finales de 2021, se unió al reparto de la serie de la NBC Night Court y el reboot de Charmed en The CW.  El 28 de diciembre de 2023, se anunció que Kapil Talwalkar se marcharía tras una temporada de Night Court.
Talwalkar también ha actuado en varias producciones teatrales y obras como Radiant Vermin, de Philip Ridley.